# Beverly Adams
Beverly Adams (Edmonton, 7 novembre 1945) è un'attrice canadese.

## Biografia
Nata in Canada si trasferì successivamente con la sua famiglia a Burbank, in California, dopo la guerra dove, da adolescente, gareggiò e vinse concorsi di bellezza prima di diventare un'attrice.

## Filmografia parziale

### Cinema
- Squadra d'emergenza (The New Interns), regia di John Rich (1964) - non accreditata
- Hotel delle vergini (Honeymoon Hotel), regia di Henry Levin (1964) - non accreditata
- Il cantante del luna park (Roustabout), regia di John Rich (1964) - non accreditata
- Pazzo per le donne (Girl Happy), regia di Boris Sagal (1965) - non accreditata
- How to Stuff a Wild Bikini, regia di William Asher (1965)
- Winter A-Go-Go, regia di Richard Benedict (1965)
- Matt Helm il silenziatore (The Silencers), regia di Phil Karlson (1966)
- Birds Do It, regia di Andrew Marton (1966)
- Se tutte le donne del mondo... (Operazione Paradiso), regia di Henry Levin e Arduino Maiuri (1966)
- Matt Helm... non perdona! (Murderers' Row), regia di Henry Levin (1966)
- Facce senza Dio (Devil's Angels), regia di Daniel Haller (1967)
- Episodio Terrore su Hollywood di Il giardino delle torture (Torture Garden), regia di Freddie Francis (1967)
- L'imboscata (The Ambushers), regia di Henry Levin (1967)
- Trafficanti del piacere (Hammerhead), regia di David Miller (1968)
- Mind Games, regia di Kevin Alber (1996)

### Televisione
- La legge di Burke (Burke's Law) – serie TV, episodi 1x24-2x04-2x24 (1964-1965)
- Dottor Kildare (1964)
- The Guilt (1996)
- Profiler - intuizioni mortali (1997-1999)